# Tasty
Tasty är den amerikanska sångerskan Kelis tredje studioalbum. Det utgavs den 9 december 2003 av Star Trak och Arista Records.

## Låtlista
1. "Intro" - 1:30
2. "Trick Me" - 3:26
3. "Milkshake" - 3:05
4. "Keep It Down" - 3:26
5. "In Public" (med Nas) - 4:25
6. "Flashback" - 3:25
7. "Protect My Heart" - 4:24
8. "Millionaire" (med André 3000) - 3:44
9. "Glow" (med Raphael Saadiq) - 4:00
10. "Sugar Honey Iced Tea" - 3:23
11. "Attention" (med Raphael Saadiq) - 3:24
12. "Rolling Thrugh the Hood" - 4:45
13. "Stick Up" - 3:51
14. "Marathon" - 4:35